# Carlos Julio Pereyra
Carlos Julio Pereyra (Rocha, 15 de novembro de 1922 – Montevidéu, 9 de fevereiro de 2020) foi um professor, escritor e político uruguaio.

## Biografia
Pereyra foi uma das figuras fundadoras do histórico Movimento Nacional de Rocha, criado por Javier Barrios Amorín, em 1964. Deputado desde 1963, passou a ser dirigente deste setor de seu partido, após a morte de Amorín. Foi senador e candidato à vice-presidência de seu país, na chapa encabeçada por Wilson Ferreira Aldunate, em 1971. Também foi candidato à presidência de seu país em 1989 e 1994. No final de setembro de 2008, após a renúncia de Jorge Larrañaga, passou a ocupar o cargo de presidente do Partido Nacional até 2009, sendo substituído por Luis Alberto Lacalle.
Faleceu em Montevidéu aos 97 anos, em 9 de fevereiro de 2020. Seu corpo foi velado no dia seguinte, no Palácio Legislativo, reunindo políticos de todos os espectros políticos para prestar-lhe últimas homenagens. Logo depois, foi sepultado no Cemitério de sua cidade natal, Rocha.

## Obras
- Javier Barrios Amorin: pensamiento y acción en la democracia (1983)
- En defensa de la nación (1986)
- La encrucijada nacional (1989)
- Soy testigo (2006)[6]
- Wilson. Las cartas del exilio (2013)[7]